# Teknikåret 1983

## Händelser

### Januari
- Januari - CMB introducerar Commodore SX-64 Executive, den första bärbara datorn i färg.[1]
- 19 januari - Persondatorn Lisa introduceras av företaget Apple Computer.[2]

### Mars
- Mars - Radio Shack introducerar bärbara datorn TRS-80 Model 100.[3]

### April
- April - JVS introducerar VHD.[4]

### Maj
- 4 maj - RCA introducerar J-linjen för CED-spelare.[5]

### Juni
- Juni - Coleco introducerar hemdatorn Adam under Summer CES.[6]

### Juli
- 22 juli - 39-årige Dick Smith från Australien blir då han landar i Fort Worth först att flyga ensam jorden runt i helikopter, efter en färd som började på samma plats den 5 augusti 1982.[7]

### Augusti
- 12 augusti - RCA meddelar att man arbetar med CED-spelaren SJT400.[8]

### Oktober
- Oktober - RCA introducerar CED-spelare i Storbritannien.[9]
- 30 oktober - AT&T introducerar sin Sceptre-videotexterminal i Miami i Florida, USA.[10]

### November
- 1 november - IBM introducerar hemdatorn PCjr.[11]

### Okänt datum
- Apple släpper datorn Lisa, första persondatorn med grafiskt användargränssnitt [12].
- Compaq introducerar den första PC-klonen [12].
- MILNET bryts ur ARPANET [12].
- Företaget Thinking Machines bildas [12].
- Microsoft tillkännager lanseringen av Word [12].